# (73533) Alonso
(73533) Alonso est un astéroïde de la ceinture principale.

## Description
(73533) Alonso est un astéroïde de la ceinture principale. Il fut découvert le 25 juillet 2003 à Costitx par l'observatoire astronomique de Majorque. Il présente une orbite caractérisée par un demi-grand axe de 2,36 UA, une excentricité de 0,14 et une inclinaison de 5,6° par rapport à l'écliptique.

## Compléments